# Llista de topònims d'Agullana
Llista de topònims (noms propis de lloc) del municipi d'Agullana, a l'Alt Empordà
Informació actualitzada per un bot. Els canvis manuals es perdran quan s'actualitzi!

## arbre singular
| imatge | Nom                 | Ubicat a | instància de   | Detalls                                                                     | coordenades                                                                                       | Protecció        | Commons (més fotos) | Dades a WD                    |
| ------ | ------------------- | -------- | -------------- | --------------------------------------------------------------------------- | ------------------------------------------------------------------------------------------------- | ---------------- | ------------------- | ----------------------------- |
|        | el Fadrí            | Agullana | arbre singular | Taxon: alzina surera (Quercus suber) Ample: 17.5m Alt: 15m Perímetre: 4.63m | 42° 24′ 13″ N, 2° 49′ 40″ E / 42.40356666666667°N,2.827688888888889°E ca:Can Bec de Baix 293 msnm | arbre monumental | El Fadrí (Agullana) | Modifica les dades a Wikidata |
|        | suro del Mas Perxés | Agullana | arbre singular | Taxon: alzina surera (Quercus suber) Alt: 16.5m Perímetre: 4.63 6.83m       | 42° 23′ 47″ N, 2° 50′ 07″ E / 42.39628°N,2.83518°E ca:Mas Perxés 209 msnm                         | arbre monumental | Suro del Mas Perxés | Modifica les dades a Wikidata |

## casa
| imatge | Nom                              | Ubicat a | instància de | Detalls                                                             | coordenades                                                                                            | Protecció                                  | Commons (més fotos)                 | Dades a WD                    |
| ------ | -------------------------------- | -------- | ------------ | ------------------------------------------------------------------- | --- | ------------------------------------------ | ----------------------------------- | ----------------------------- |
|        | Cal Sastre                       | Agullana | casa         | Estil: arquitectura popular                                         | 42° 23′ 31″ N, 2° 52′ 04″ E / 42.391882°N,2.867893°E                                                   | bé integrant del patrimoni cultural català |                                     | Modifica les dades a Wikidata |
|        | Can Parellada                    | Agullana | casa         | Estil: arquitectura modernista                                      | 42° 23′ 35″ N, 2° 50′ 52″ E / 42.393°N,2.84786°E ca:Carrer Lluís Gomis, 6                              | bé integrant del patrimoni cultural català | Can Parellada (Agullana)            | Modifica les dades a Wikidata |
|        | Can Vidal                        | Agullana | casa         | Arquitecte: Josep Azemar i Pont Estil: arquitectura modernista 1910 | 42° 23′ 38″ N, 2° 50′ 49″ E / 42.393888888889°N,2.8469444444444°E ca:Plaça Major / Carrer Dolors Gomis | bé integrant del patrimoni cultural català | Can Vidal (Agullana)                | Modifica les dades a Wikidata |
|        | Casa Estela                      | Agullana | casa         | Estil: arquitectura modernista                                      | 42° 23′ 37″ N, 2° 50′ 48″ E / 42.393527°N,2.846721°E ca:Concòrdia, 2                                   | bé cultural d'interès local                | Casa Estela (Agullana)              | Modifica les dades a Wikidata |
|        | Casa Sabiol                      | Agullana | casa         | Estil: arquitectura popular 1777                                    | 42° 23′ 32″ N, 2° 52′ 04″ E / 42.392152°N,2.867737°E ca:Pl. Major, 2 (veïnat de l'Estrada)             | bé integrant del patrimoni cultural català |                                     | Modifica les dades a Wikidata |
|        | Cases de l'Eixample              | Agullana | casa         | Estil: arquitectura popular                                         | 42° 23′ 35″ N, 2° 50′ 46″ E / 42.393038°N,2.846193°E                                                   | bé integrant del patrimoni cultural català | Cases de l'Eixample                 | Modifica les dades a Wikidata |
|        | casa Maria Teresa                | Agullana | casa         | Estil: racionalisme arquitectònic                                   | 42° 23′ 41″ N, 2° 50′ 43″ E / 42.39477°N,2.845345°E                                                    | bé integrant del patrimoni cultural català | Casa Maria Teresa                   | Modifica les dades a Wikidata |
|        | casa al carrer Colom, 5          | Agullana | casa         | Estil: arquitectura popular                                         | 42° 23′ 37″ N, 2° 50′ 56″ E / 42.393552°N,2.848823°E                                                   | bé integrant del patrimoni cultural català | Casa al Carrer de Colom, 5          | Modifica les dades a Wikidata |
|        | casa al carrer Concòrdia, 10     | Agullana | casa         | Estil: arquitectura popular                                         | 42° 23′ 35″ N, 2° 50′ 49″ E / 42.393°N,2.846826°E                                                      | bé integrant del patrimoni cultural català | Casa al carrer Concòrdia, 10        | Modifica les dades a Wikidata |
|        | casa al carrer Dolors Gomis, 16  | Agullana | casa         | Estil: arquitectura popular                                         | 42° 23′ 41″ N, 2° 50′ 51″ E / 42.394716°N,2.847362°E                                                   | bé integrant del patrimoni cultural català | Casa al carrer Dolors Gomis, 16     | Modifica les dades a Wikidata |
|        | casa al carrer Dolors Gomis, 7   | Agullana | casa         | Estil: arquitectura popular                                         | 42° 23′ 40″ N, 2° 50′ 50″ E / 42.394419°N,2.84715°E                                                    | bé integrant del patrimoni cultural català | Casa al carrer Dolors Gomis, 7      | Modifica les dades a Wikidata |
|        | casa al carrer Dolors Gomis, 9   | Agullana | casa         | Estil: arquitectura popular                                         | 42° 23′ 41″ N, 2° 50′ 50″ E / 42.394837°N,2.847186°E                                                   | bé integrant del patrimoni cultural català | Casa al carrer Dolors Gomis, 9      | Modifica les dades a Wikidata |
|        | casa al carrer Laureà Dalmau, 12 | Agullana | casa         | Estil: arquitectura popular                                         | 42° 23′ 38″ N, 2° 50′ 45″ E / 42.393895°N,2.845717°E                                                   | bé integrant del patrimoni cultural català | Casa al Carrer de Laureà Dalmau, 12 | Modifica les dades a Wikidata |
|        | casa al carrer Mestre Rimbau, 6  | Agullana | casa         | Estil: arquitectura popular                                         | 42° 23′ 40″ N, 2° 50′ 49″ E / 42.394418°N,2.847035°E                                                   | bé integrant del patrimoni cultural català | Casa al carrer Mestre Rimbau, 6     | Modifica les dades a Wikidata |

## collada
| imatge | Nom                             | Ubicat a                      | instància de | Detalls | coordenades                                                    | Protecció | Commons (més fotos) | Dades a WD                    |
| ------ | ------------------------------- | ----------------------------- | ------------ | ------- | -------------------------------------------------------------- | --------- | ------------------- | ----------------------------- |
|        | Coll de Manrella                | Morellàs i les Illes Agullana | collada      |         | 42° 25′ 18″ N, 2° 48′ 04″ E / 42.4218°N,2.8011°E 707 msnm      |           | Coll de Manrella    | Modifica les dades a Wikidata |
|        | Coll de Portells                | Morellàs i les Illes Agullana | collada      |         | 42° 26′ 23″ N, 2° 49′ 02″ E / 42.439725°N,2.81725°E 688.6 msnm |           |                     | Modifica les dades a Wikidata |
|        | Coll de la Closa d'en Joan Pere | Morellàs i les Illes Agullana | collada      |         | 42° 26′ 06″ N, 2° 48′ 42″ E / 42.4351°N,2.811642°E 733.6 msnm  |           |                     | Modifica les dades a Wikidata |
|        | Collet de la Balma              | Morellàs i les Illes Agullana | collada      |         | 42° 25′ 47″ N, 2° 48′ 15″ E / 42.429681°N,2.804158°E 771 msnm  |           |                     | Modifica les dades a Wikidata |

## dolmen
| imatge | Nom                             | Ubicat a | instància de | Detalls | coordenades                                                                | Protecció | Commons (més fotos) | Dades a WD                    |
| ------ | ------------------------------- | -------- | ------------ | ------- | -------------------------------------------------------------------------- | --------- | ------------------- | ----------------------------- |
|        | Roc del Frare                   | Agullana | dolmen       |         | 42° 23′ 20″ N, 2° 50′ 24″ E / 42.3887991095596°N,2.84005895692547°E        |           |                     | Modifica les dades a Wikidata |
|        | dolmen de Rocalba               | Agullana | dolmen       |         | 42° 24′ 51″ N, 2° 51′ 23″ E / 42.414194444444°N,2.8564444444444°E 220 msnm |           | Dolmen de Rocalba   | Modifica les dades a Wikidata |
|        | dolmen de la Barraca del Lladre | Agullana | dolmen       |         | 42° 23′ 13″ N, 2° 53′ 33″ E / 42.386888888889°N,2.8925555555556°E          |           |                     | Modifica les dades a Wikidata |
|        | dolmen de la Jaça d'en Torrent  | Agullana | dolmen       |         | 42° 23′ 23″ N, 2° 53′ 23″ E / 42.389694444444°N,2.8896944444444°E          |           |                     | Modifica les dades a Wikidata |
|        | dolmen de la Jaça del Lladre    | Agullana | dolmen       |         | 42° 23′ 31″ N, 2° 53′ 12″ E / 42.3918715539456°N,2.88653533309915°E        |           |                     | Modifica les dades a Wikidata |

## edifici
| imatge | Nom                                                              | Ubicat a | instància de | Detalls                                                              | coordenades                                                                                                 | Protecció                                  | Commons (més fotos)                  | Dades a WD                    |
| ------ | ---------------------------------------------------------------- | -------- | ------------ | -------------------------------------------------------------------- | --- | ------------------------------------------ | ------------------------------------ | ----------------------------- |
|        | Antiga caserna                                                   | Agullana | edifici      | Estil: arquitectura popular                                          | 42° 23′ 42″ N, 2° 50′ 44″ E / 42.395024°N,2.845466°E                                                        | bé integrant del patrimoni cultural català | Antiga caserna (Agullana)            | Modifica les dades a Wikidata |
|        | Asil Gomis                                                       | Agullana | edifici      | Estil: modernisme català arquitectura modernista                     | 42° 23′ 43″ N, 2° 50′ 50″ E / 42.3952°N,2.84709°E ca:Carrer Dolors Gomis, 11                                | bé cultural d'interès local                | Asil Gomis                           | Modifica les dades a Wikidata |
|        | Dipòsit municipal d'aigua                                        | Agullana | edifici      | Estil: noucentisme                                                   | 42° 23′ 43″ N, 2° 50′ 42″ E / 42.395184°N,2.845107°E 178 msnm                                               | bé integrant del patrimoni cultural català | Dipòsit municipal d'aigua (Agullana) | Modifica les dades a Wikidata |
|        | Escoles Lluís Marià Vidal                                        | Agullana | edifici      | Arquitecte: Josep Azemar i Pont Estil: arquitectura modernista 1910s | 42° 23′ 43″ N, 2° 50′ 46″ E / 42.395248°N,2.846118°E ca:Carretera de la Vajol, 2 - carrer Lluís Marià Vidal | bé integrant del patrimoni cultural català | Escoles Lluís Marià Vidal            | Modifica les dades a Wikidata |
|        | Escorxador municipal                                             | Agullana | edifici      | Estil: arquitectura popular 20th century                             | 42° 23′ 46″ N, 2° 50′ 49″ E / 42.396179°N,2.846867°E ca:Ctra. de la Vajol                                   | bé integrant del patrimoni cultural català | Escorxador municipal d'Agullana      | Modifica les dades a Wikidata |
|        | Observatori O2 del conjunt de búnquers i trinxeres de la Línia P | Agullana | edifici      |                                                                      | | bé cultural d'interès local                |                                      | Modifica les dades a Wikidata |
|        | Societat la Concòrdia                                            | Agullana | edifici      | Estil: noucentisme                                                   | 42° 23′ 33″ N, 2° 50′ 50″ E / 42.3925°N,2.84721°E                                                           | bé integrant del patrimoni cultural català | Societat la Concòrdia                | Modifica les dades a Wikidata |

## entitat singular de població
| imatge | Nom       | Ubicat a | instància de                                                                   | Detalls | coordenades                                                                                             | Protecció | Commons (més fotos)  | Dades a WD                    |
| ------ | --------- | -------- | ------------------------------------------------------------------------------ | ------- | --- | --------- | -------------------- | ----------------------------- |
|        | Agullana  | Agullana | entitat singular de població ens local històric de Catalunya capital municipal | 824 hab | 42° 23′ 39″ N, 2° 50′ 48″ E / 42.39408°N,2.84666°E 172 msnm                                             |           |                      | Modifica les dades a Wikidata |
|        | l'Estrada | Agullana | entitat singular de població                                                   | 86 hab  | 42° 23′ 31″ N, 2° 52′ 06″ E / 42.39194444°N,2.86833333°E ca:Trencall a la ctra. GI-500, km 1,9 133 msnm |           | L'Estrada (Agullana) | Modifica les dades a Wikidata |

## església
| imatge | Nom                      | Ubicat a | instància de | Detalls                                                | coordenades                                                                               | Protecció                                            | Commons (més fotos)      | Dades a WD                    |
| ------ | ------------------------ | -------- | ------------ | ------------------------------------------------------ | ----------------------------------------------------------------------------------------- | ---------------------------------------------------- | ------------------------ | ----------------------------- |
|        | Santa Eugènia d'Agullana | Agullana | església     | Estil: arquitectura barroca 17th century               | 42° 25′ 00″ N, 2° 49′ 43″ E / 42.4168°N,2.82865°E ca:Coll del Portell, el Mallol 352 msnm | bé integrant del patrimoni cultural català           | Santa Eugènia d'Agullana | Modifica les dades a Wikidata |
|        | Santa Maria d'Agullana   | Agullana | església     | Estil: arquitectura romànica Anomenat per: Verge Maria | 42° 23′ 39″ N, 2° 50′ 47″ E / 42.394166666667°N,2.8463888888889°E                         | bé d'interès cultural bé cultural d'interès nacional | Santa Maria d'Agullana   | Modifica les dades a Wikidata |
|        | Santa Maria de l'Estrada | Agullana | església     | Estil: arquitectura barroca Anomenat per: Verge Maria  | 42° 23′ 32″ N, 2° 52′ 05″ E / 42.3921°N,2.86798°E ca:L'Estrada. Plaça de l'Església       | bé integrant del patrimoni cultural català           | Santa Maria de l'Estrada | Modifica les dades a Wikidata |

## font
| imatge | Nom               | Ubicat a | instància de | Detalls                     | coordenades                                                         | Protecció                                  | Commons (més fotos) | Dades a WD                    |
| ------ | ----------------- | -------- | ------------ | --------------------------- | ------------------------------------------------------------------- | ------------------------------------------ | ------------------- | ----------------------------- |
|        | font d'Avall      | Agullana | font         | Estil: arquitectura popular | 42° 23′ 36″ N, 2° 50′ 54″ E / 42.393249°N,2.848319°E                | bé integrant del patrimoni cultural català | Font d'Avall        | Modifica les dades a Wikidata |
|        | font de l'Espinàs | Agullana | font         |                             | 42° 25′ 48″ N, 2° 48′ 54″ E / 42.4300538423969°N,2.81489870489907°E |                                            |                     | Modifica les dades a Wikidata |

## granja
| imatge | Nom                   | Ubicat a | instància de | Detalls | coordenades                                                         | Protecció | Commons (més fotos) | Dades a WD                    |
| ------ | --------------------- | -------- | ------------ | ------- | ------------------------------------------------------------------- | --------- | ------------------- | ----------------------------- |
|        | Granja del Mas Rimbau | Agullana | granja       |         | 42° 22′ 56″ N, 2° 52′ 12″ E / 42.3821094943456°N,2.87004423094017°E |           |                     | Modifica les dades a Wikidata |
|        | les Oques             | Agullana | granja       |         | 42° 23′ 33″ N, 2° 51′ 24″ E / 42.392378439706°N,2.85664628667968°E  |           |                     | Modifica les dades a Wikidata |

## masia
| imatge | Nom                     | Ubicat a | instància de               | Detalls                                  | coordenades                                                                                 | Protecció                                  | Commons (més fotos)     | Dades a WD                    |
| ------ | ----------------------- | -------- | -------------------------- | ---------------------------------------- | ------------------------------------------------------------------------------------------- | ------------------------------------------ | ----------------------- | ----------------------------- |
|        | Cal Sant                | Agullana | masia                      |                                          | 42° 23′ 05″ N, 2° 51′ 55″ E / 42.384689346935°N,2.8652383091189°E                           |                                            |                         | Modifica les dades a Wikidata |
|        | Cal Trauc               | Agullana | masia                      |                                          | 42° 24′ 39″ N, 2° 48′ 20″ E / 42.4108736971201°N,2.80560928970491°E                         |                                            |                         | Modifica les dades a Wikidata |
|        | Can Batlle              | Agullana | masia                      |                                          | 42° 25′ 03″ N, 2° 48′ 49″ E / 42.4176323487131°N,2.81352531672689°E                         |                                            |                         | Modifica les dades a Wikidata |
|        | Can Bec de Baix         | Agullana | masia jaciment arqueològic | Estil: arquitectura popular 18th century | 42° 24′ 12″ N, 2° 49′ 38″ E / 42.4033°N,2.82735°E ca:A 2 km al nord-oest del nucli 298 msnm | bé integrant del patrimoni cultural català | Can Bec de Baix         | Modifica les dades a Wikidata |
|        | Can Bec de Dalt         | Agullana | masia                      |                                          | 42° 24′ 14″ N, 2° 49′ 18″ E / 42.4037848429506°N,2.82153794052779°E                         |                                            |                         | Modifica les dades a Wikidata |
|        | Can Brell               | Agullana | masia                      |                                          | 42° 24′ 35″ N, 2° 48′ 39″ E / 42.4096396552804°N,2.81086318529997°E                         |                                            |                         | Modifica les dades a Wikidata |
|        | Can Cabratosa           | Agullana | masia                      |                                          | 42° 23′ 18″ N, 2° 52′ 01″ E / 42.3883021085047°N,2.86694564749085°E                         |                                            |                         | Modifica les dades a Wikidata |
|        | Can Carbonell           | Agullana | masia                      |                                          | 42° 23′ 31″ N, 2° 51′ 52″ E / 42.3920366494983°N,2.86441064693368°E                         |                                            |                         | Modifica les dades a Wikidata |
|        | Can Carreres            | Agullana | masia                      |                                          | 42° 24′ 49″ N, 2° 48′ 54″ E / 42.4137262012884°N,2.81504395555566°E                         |                                            |                         | Modifica les dades a Wikidata |
|        | Can Daniel              | Agullana | masia                      |                                          | 42° 23′ 48″ N, 2° 50′ 01″ E / 42.3966163810397°N,2.83374516748937°E                         |                                            |                         | Modifica les dades a Wikidata |
|        | Can Guerra              | Agullana | masia                      |                                          | 42° 24′ 37″ N, 2° 51′ 25″ E / 42.4103007431525°N,2.85688500430218°E                         |                                            |                         | Modifica les dades a Wikidata |
|        | Can Jepic               | Agullana | masia                      |                                          | 42° 25′ 11″ N, 2° 49′ 02″ E / 42.419826593252°N,2.81711667815402°E                          |                                            |                         | Modifica les dades a Wikidata |
|        | Can Llorenç             | Agullana | masia                      |                                          | 42° 25′ 20″ N, 2° 48′ 54″ E / 42.4222009881308°N,2.8151284474136°E                          |                                            |                         | Modifica les dades a Wikidata |
|        | Can Maimés              | Agullana | masia                      |                                          | 42° 25′ 09″ N, 2° 49′ 34″ E / 42.4191380507497°N,2.82606461901175°E                         |                                            |                         | Modifica les dades a Wikidata |
|        | Can Mallol dels Cortals | Agullana | masia                      | Estil: arquitectura popular              | 42° 23′ 59″ N, 2° 51′ 07″ E / 42.399828°N,2.851876°E                                        | bé integrant del patrimoni cultural català |                         | Modifica les dades a Wikidata |
|        | Can Nicolau             | Agullana | masia                      |                                          | 42° 25′ 35″ N, 2° 49′ 48″ E / 42.4263756375297°N,2.82991028677531°E                         |                                            |                         | Modifica les dades a Wikidata |
|        | Can Palau               | Agullana | masia                      | Estil: arquitectura popular              | 42° 23′ 12″ N, 2° 51′ 05″ E / 42.386755°N,2.851378°E                                        | bé integrant del patrimoni cultural català |                         | Modifica les dades a Wikidata |
|        | Can Pous                | Agullana | masia                      |                                          | 42° 24′ 33″ N, 2° 48′ 28″ E / 42.4092472845406°N,2.80778968056838°E                         |                                            |                         | Modifica les dades a Wikidata |
|        | Can Pujolet             | Agullana | masia                      |                                          | 42° 23′ 07″ N, 2° 52′ 02″ E / 42.3851952943867°N,2.86718302512355°E                         |                                            |                         | Modifica les dades a Wikidata |
|        | Can Romeguera           | Agullana | masia                      |                                          | 42° 24′ 37″ N, 2° 51′ 45″ E / 42.4101994847382°N,2.86245134783772°E                         |                                            |                         | Modifica les dades a Wikidata |
|        | Can Salvi del Riberal   | Agullana | masia                      |                                          | 42° 23′ 19″ N, 2° 52′ 01″ E / 42.3886354303287°N,2.86702998603451°E                         |                                            |                         | Modifica les dades a Wikidata |
|        | Can Tarines             | Agullana | masia                      |                                          | 42° 24′ 29″ N, 2° 48′ 16″ E / 42.4080166544676°N,2.80435423442901°E                         |                                            |                         | Modifica les dades a Wikidata |
|        | Can Tibau               | Agullana | masia                      |                                          | 42° 24′ 16″ N, 2° 49′ 05″ E / 42.4045627658365°N,2.8179752010009°E                          |                                            |                         | Modifica les dades a Wikidata |
|        | Can Tià                 | Agullana | masia                      |                                          | 42° 24′ 39″ N, 2° 48′ 19″ E / 42.410814°N,2.805164°E 470 msnm                               |                                            |                         | Modifica les dades a Wikidata |
|        | Can Vinyes              | Agullana | masia                      |                                          | 42° 23′ 36″ N, 2° 51′ 59″ E / 42.3934259447667°N,2.86642453155089°E                         |                                            |                         | Modifica les dades a Wikidata |
|        | Can Xom                 | Agullana | masia                      |                                          | 42° 22′ 50″ N, 2° 50′ 08″ E / 42.380633118078°N,2.83546367835048°E                          |                                            |                         | Modifica les dades a Wikidata |
|        | Mas Ferrer              | Agullana | masia                      |                                          | 42° 25′ 59″ N, 2° 49′ 28″ E / 42.4330857160777°N,2.82434832199515°E                         |                                            |                         | Modifica les dades a Wikidata |
|        | Mas Gros                | Agullana | masia                      |                                          | 42° 25′ 19″ N, 2° 50′ 58″ E / 42.4219809320526°N,2.8493828969477°E                          |                                            |                         | Modifica les dades a Wikidata |
|        | Mas Llinars             | Agullana | masia                      | Estil: arquitectura popular 18th century | 42° 25′ 37″ N, 2° 48′ 55″ E / 42.426978°N,2.815374°E ca:A 4,5 km al nord-oest del municipi  | bé integrant del patrimoni cultural català |                         | Modifica les dades a Wikidata |
|        | Mas Mallol              | Agullana | masia                      |                                          | 42° 25′ 18″ N, 2° 48′ 43″ E / 42.4216466042321°N,2.8120426314444°E                          |                                            |                         | Modifica les dades a Wikidata |
|        | Mas Molinars            | Agullana | masia                      |                                          | 42° 25′ 11″ N, 2° 50′ 10″ E / 42.419774426563°N,2.8359916356865°E                           |                                            |                         | Modifica les dades a Wikidata |
|        | Mas Nou d'en Bec        | Agullana | masia                      |                                          | 42° 24′ 37″ N, 2° 49′ 25″ E / 42.4103806070574°N,2.82370680552196°E                         |                                            |                         | Modifica les dades a Wikidata |
|        | Mas Puig                | Agullana | masia                      |                                          | 42° 24′ 21″ N, 2° 51′ 03″ E / 42.4057899675078°N,2.85079483579004°E                         |                                            |                         | Modifica les dades a Wikidata |
|        | Mas Resta               | Agullana | masia                      | Estil: arquitectura popular              | 42° 23′ 31″ N, 2° 52′ 05″ E / 42.391896°N,2.868081°E                                        | bé integrant del patrimoni cultural català |                         | Modifica les dades a Wikidata |
|        | Mas Ribes               | Agullana | masia                      |                                          | 42° 23′ 47″ N, 2° 51′ 42″ E / 42.396392728662°N,2.8615681789448°E                           |                                            |                         | Modifica les dades a Wikidata |
|        | Mas Rimbau              | Agullana | masia                      |                                          | 42° 22′ 59″ N, 2° 52′ 11″ E / 42.3830729065359°N,2.86983573060416°E                         |                                            |                         | Modifica les dades a Wikidata |
|        | Mas Ros                 | Agullana | masia                      |                                          | 42° 23′ 01″ N, 2° 52′ 05″ E / 42.3835120912814°N,2.86798833683855°E                         |                                            |                         | Modifica les dades a Wikidata |
|        | Mas Soldat              | Agullana | masia                      |                                          | 42° 25′ 02″ N, 2° 49′ 01″ E / 42.4171152940173°N,2.81680854170749°E                         |                                            |                         | Modifica les dades a Wikidata |
|        | Mas d'en Roure          | Agullana | masia                      |                                          | 42° 23′ 35″ N, 2° 52′ 54″ E / 42.3930014762452°N,2.88174628910672°E                         |                                            |                         | Modifica les dades a Wikidata |
|        | Mas del Forn            | Agullana | masia                      |                                          | 42° 24′ 14″ N, 2° 52′ 18″ E / 42.403951°N,2.871653°E                                        |                                            | Mas del Forn (Agullana) | Modifica les dades a Wikidata |
|        | la Casa Nova d'Agullana | Agullana | masia                      |                                          | 42° 24′ 50″ N, 2° 48′ 24″ E / 42.4138384481335°N,2.80665751359972°E                         |                                            |                         | Modifica les dades a Wikidata |
|        | la Casanova             | Agullana | masia                      |                                          | 42° 25′ 11″ N, 2° 49′ 11″ E / 42.4196236909834°N,2.81979134652655°E                         |                                            |                         | Modifica les dades a Wikidata |
|        | la Porta Catalana       | Agullana | masia                      |                                          | 42° 24′ 23″ N, 2° 52′ 03″ E / 42.406306422484°N,2.8676224945423°E                           |                                            |                         | Modifica les dades a Wikidata |
|        | mas Perxers             | Agullana | masia                      | Estil: arquitectura popular 19th century | 42° 23′ 49″ N, 2° 50′ 08″ E / 42.3969°N,2.83557°E ca:Ctra. de la Vajol, a 4 km 208 msnm     | bé integrant del patrimoni cultural català | Mas Perxers             | Modifica les dades a Wikidata |

## menhir
| imatge | Nom                      | Ubicat a | instància de | Detalls | coordenades                                                                | Protecció                                  | Commons (més fotos) | Dades a WD                    |
| ------ | ------------------------ | -------- | ------------ | ------- | -------------------------------------------------------------------------- | ------------------------------------------ | ------------------- | ----------------------------- |
|        | Menhir de Mas Puig       | Agullana | menhir       |         | 42° 24′ 20″ N, 2° 50′ 55″ E / 42.4055980059148°N,2.84863219956832°E        |                                            |                     | Modifica les dades a Wikidata |
|        | Menhir del Roc del Frare | Agullana | menhir       |         | 42° 22′ 51″ N, 2° 50′ 44″ E / 42.380972222222°N,2.8455°E                   |                                            |                     | Modifica les dades a Wikidata |
|        | Menhir dels Palaus       | Agullana | menhir       |         | 42° 24′ 05″ N, 2° 52′ 25″ E / 42.401427777778°N,2.8737111111111°E 105 msnm | bé integrant del patrimoni cultural català | Menhir dels Palaus  | Modifica les dades a Wikidata |

## molí d'aigua
| imatge | Nom                             | Ubicat a | instància de | Detalls                                        | coordenades                                                                              | Protecció                                  | Commons (més fotos) | Dades a WD                    |
| ------ | ------------------------------- | -------- | ------------ | ---------------------------------------------- | ---------------------------------------------------------------------------------------- | ------------------------------------------ | ------------------- | ----------------------------- |
|        | Molí de la Cascada d'en Rabassa | Agullana | molí d'aigua | Estil: arquitectura popular 1833 Estat: ruïnós | 42° 24′ 27″ N, 2° 48′ 40″ E / 42.407456°N,2.811128°E ca:A 3,6 km al nord-oest d'Agullana | bé integrant del patrimoni cultural català |                     | Modifica les dades a Wikidata |
|        | Molí del Mas Carbonell          | Agullana | molí d'aigua | Estil: arquitectura popular                    | 42° 23′ 29″ N, 2° 51′ 51″ E / 42.391333°N,2.864073°E                                     | bé integrant del patrimoni cultural català |                     | Modifica les dades a Wikidata |
|        | el Molinot                      | Agullana | molí d'aigua |                                                | 42° 24′ 51″ N, 2° 50′ 57″ E / 42.4142803575421°N,2.84904886199551°E                      |                                            |                     | Modifica les dades a Wikidata |
|        | el Molí                         | Agullana | molí d'aigua |                                                | 42° 24′ 28″ N, 2° 48′ 11″ E / 42.4077893412843°N,2.80309106858299°E                      |                                            |                     | Modifica les dades a Wikidata |

## muntanya
| imatge | Nom               | Ubicat a                      | instància de | Detalls | coordenades                                                   | Protecció | Commons (més fotos) | Dades a WD                    |
| ------ | ----------------- | ----------------------------- | ------------ | ------- | ------------------------------------------------------------- | --------- | ------------------- | ----------------------------- |
|        | Puig de Calmelles | Morellàs i les Illes Agullana | muntanya     |         |                                                               |           |                     | Modifica les dades a Wikidata |
|        | Puig de Saneles   | Agullana                      | muntanya     |         | 42° 25′ 07″ N, 2° 47′ 57″ E / 42.4185°N,2.79929°E 789.5 msnm  |           |                     | Modifica les dades a Wikidata |
|        | Puig de Sangles   | Morellàs i les Illes Agullana | muntanya     |         | 42° 25′ 08″ N, 2° 47′ 58″ E / 42.41883°N,2.79939°E 786.4 msnm |           |                     | Modifica les dades a Wikidata |
|        | Puig del Viarany  | Agullana Darnius              | muntanya     |         | 42° 22′ 45″ N, 2° 50′ 35″ E / 42.3791°N,2.8431°E 266.6 msnm   |           |                     | Modifica les dades a Wikidata |
|        | Puig dels Pruners | Agullana Morellàs i les Illes | muntanya     |         | 42° 25′ 41″ N, 2° 48′ 11″ E / 42.428005°N,2.802938°E 832 msnm |           |                     | Modifica les dades a Wikidata |

## pont
| imatge | Nom                 | Ubicat a | instància de | Detalls                       | coordenades                                                         | Protecció                                  | Commons (més fotos)  | Dades a WD                    |
| ------ | ------------------- | -------- | ------------ | ----------------------------- | ------------------------------------------------------------------- | ------------------------------------------ | -------------------- | ----------------------------- |
|        | Pas de l'Estrada    | Agullana | pont         | Travessa: Llobregat d'Empordà | 42° 23′ 21″ N, 2° 52′ 59″ E / 42.3891573081567°N,2.88312634493157°E |                                            |                      | Modifica les dades a Wikidata |
|        | Pas de les Platanes | Agullana | pont         |                               | 42° 25′ 07″ N, 2° 50′ 15″ E / 42.4186866959069°N,2.83762500820054°E |                                            |                      | Modifica les dades a Wikidata |
|        | Pont Gran           | Agullana | pont         | Estil: arquitectura popular   | 42° 23′ 46″ N, 2° 50′ 54″ E / 42.396037°N,2.848392°E                | bé integrant del patrimoni cultural català | Pont Gran (Agullana) | Modifica les dades a Wikidata |
|        | Pont Petit          | Agullana | pont         |                               | 42° 23′ 40″ N, 2° 50′ 25″ E / 42.3943109775176°N,2.84017861240334°E |                                            |                      | Modifica les dades a Wikidata |
|        | Pont Vermell        | Agullana | pont         |                               | 42° 23′ 07″ N, 2° 52′ 27″ E / 42.3853562230816°N,2.87411936153663°E |                                            |                      | Modifica les dades a Wikidata |
|        | Pont a Agullana     | Agullana | pont         | Estil: arquitectura popular   | 42° 23′ 39″ N, 2° 51′ 02″ E / 42.394241°N,2.850552°E                | bé integrant del patrimoni cultural català |                      | Modifica les dades a Wikidata |
|        | Pont de Riumajor    | Agullana | pont         |                               | 42° 23′ 08″ N, 2° 53′ 35″ E / 42.3855917116801°N,2.89317963578631°E |                                            |                      | Modifica les dades a Wikidata |
|        | Pont del Mas Gros   | Agullana | pont         |                               | 42° 24′ 58″ N, 2° 51′ 08″ E / 42.4160136237854°N,2.85220479932348°E |                                            |                      | Modifica les dades a Wikidata |
|        | Pont del Mas Perxés | Agullana | pont         | Estil: arquitectura popular   | 42° 23′ 47″ N, 2° 50′ 07″ E / 42.396339°N,2.83536°E                 | bé integrant del patrimoni cultural català |                      | Modifica les dades a Wikidata |

## serra
| imatge | Nom                | Ubicat a | instància de | Detalls | coordenades                                                         | Protecció | Commons (més fotos) | Dades a WD                    |
| ------ | ------------------ | -------- | ------------ | ------- | ------------------------------------------------------------------- | --------- | ------------------- | ----------------------------- |
|        | Serra Comanera     | Agullana | serra        |         | 42° 23′ 17″ N, 2° 54′ 04″ E / 42.38798611°N,2.90122139°E 224.9 msnm |           |                     | Modifica les dades a Wikidata |
|        | serrat de la Plaça | Agullana | serra        |         | 42° 24′ 49″ N, 2° 51′ 34″ E / 42.41370833°N,2.859375°E 264.7 msnm   |           |                     | Modifica les dades a Wikidata |

## Misc
| imatge | Nom                           | Ubicat a                                                  | instància de                                                                 | Detalls                                               | coordenades                                                             | Protecció                                  | Commons (més fotos)                  | Dades a WD                    |
| ------ | ----------------------------- | --------------------------------------------------------- | ---------------------------------------------------------------------------- | ----------------------------------------------------- | ----------------------------------------------------------------------- | ------------------------------------------ | ------------------------------------ | ----------------------------- |
|        | Balma de Llinars              | Agullana                                                  | abric rocós                                                                  |                                                       | 42° 25′ 37″ N, 2° 48′ 47″ E / 42.4268986838379°N,2.81301160340575°E     |                                            |                                      | Modifica les dades a Wikidata |
|        | Can Genís                     | Agullana                                                  | nucli de població                                                            |                                                       | 42° 22′ 52″ N, 2° 49′ 57″ E / 42.381043724252°N,2.8324482685693°E       |                                            |                                      | Modifica les dades a Wikidata |
|        | Carrer Darnius                | Agullana                                                  | carrer                                                                       | Estil: arquitectura popular                           | 42° 23′ 37″ N, 2° 50′ 44″ E / 42.39348°N,2.845585°E                     | bé integrant del patrimoni cultural català | Carrer Darnius (Agullana)            | Modifica les dades a Wikidata |
|        | Llobregat d'Empordà           | Alt Empordà                                               | curs d'aigua                                                                 | Desemboca: Muga Conca: 853.8km²                       | 42° 19′ 51″ N, 2° 57′ 21″ E / 42.3307°N,2.95577°E 28 msnm               |                                            | Llobregat d'Empordà                  | Modifica les dades a Wikidata |
|        | Monument a Lluís Companys     | Agullana                                                  | monument                                                                     |                                                       | 42° 25′ 19″ N, 2° 48′ 05″ E / 42.422°N,2.80142°E ca:Coll de la Manrella | bé integrant del patrimoni cultural català | Monument a Lluís Companys (Agullana) | Modifica les dades a Wikidata |
|        | Necròpolis de Can Bec de Baix | Agullana                                                  | necròpolis despoblat                                                         |                                                       | 42° 24′ 13″ N, 2° 49′ 36″ E / 42.4035676715024°N,2.8267395281099°E      |                                            |                                      | Modifica les dades a Wikidata |
|        | Plaça Major de l'Estrada      | l'Estrada                                                 | plaça                                                                        | Estil: arquitectura popular                           | 42° 23′ 32″ N, 2° 52′ 03″ E / 42.392291°N,2.86753°E                     | bé integrant del patrimoni cultural català |                                      | Modifica les dades a Wikidata |
|        | casa consistorial d'Agullana  | Agullana                                                  | casa consistorial                                                            |                                                       | 42° 23′ 37″ N, 2° 50′ 49″ E / 42.3935895°N,2.8470282°E                  |                                            |                                      | Modifica les dades a Wikidata |
|        | cementiri d'Agullana          | Agullana                                                  | cementiri                                                                    | Estil: arquitectura popular                           | 42° 23′ 21″ N, 2° 51′ 21″ E / 42.3892°N,2.85576°E                       | bé integrant del patrimoni cultural català |                                      | Modifica les dades a Wikidata |
|        | l'Observatori                 | Agullana                                                  | torre de defensa                                                             |                                                       | 42° 23′ 02″ N, 2° 51′ 11″ E / 42.383935208554°N,2.85304538687445°E      |                                            |                                      | Modifica les dades a Wikidata |
|        | massís de les Salines         | Maçanet de Cabrenys Agullana la Jonquera la Vajol Albanyà | àrea protegida serralada Pla d'Espais d'Interès Natural                      | 1992 Superfície: 4875.42384ha                         | 42° 24′ N, 2° 47′ E / 42.4°N,2.78°E                                     |                                            | Massís de les Salines                | Modifica les dades a Wikidata |
|        | viaducte de la Riera del Gou  | Agullana Campmany                                         | viaducte viaducte d'una línia ferroviària d'alta velocitat box girder bridge | Hi passa: LAV Perpinyà-Figueres Llarg: 300m Llum: 30m | 42° 23′ 04″ N, 2° 52′ 50″ E / 42.384338159860185°N,2.8805926593321773°E |                                            |                                      | Modifica les dades a Wikidata |